# Арман Пежо
Арман Пежо (фр. Armand Peugeot, нар. 18 червня 1849, Валантіньє, Франція  — 4 лютого 1915, Нейї-сюр-Сен, Франція) — французький підприємець, піонер автомобільної промисловості та людина, яка перетворила фірму Peugeot на виробника велосипедів, а згодом і на виробника автомобілів. 1999 року Арман Пежо був прийнятий до Автомобільної зали слави.

## Сім'я
Народився 1849 року в протестантській родині в місті Валантіньє на сході Франції. Арман Пежо був сином Еміля Пежо та онуком Жана-П'єра Пежо. Сім'я мала металообробний бізнес, виробляючи цілий ряд практичних товарів, таких як пружини, пилки, оправи для окулярів та кавомолки. У 1872 році він одружився з Софі Леоні Фалло (1852—1930), і в них народилося п'ятеро дітей, але їхній єдиний син Ремон помер у 1896 році. Арман Пежо помер 2 січня 1915 року в Нейї-сюр-Сен, недалеко від Парижа. Він був великим правнуком Жана-П'єра Пежо.

## Освіта
Арман Пежо закінчив Центральну Паризьку школу, престижну інженерну школу у Франції. 1881 року Арман поїхав до Англії, де зрозумів потенціал велосипедів та побачив процес їхнього виготовлення.

## Підприємництво
З 1865 року Арман та його двоюрідний брат Ежен очолили керівництвом компанії, яку тоді називали Peugeot Frères Aînés. 1882 року вони розпочали виробництво велосипедів і виставили трицикл з паровим двигуном на Всесвітній виставці 1889 року в Парижі. Свій перший автомобіль вони створили у своїй майстерні, яка знаходилася на сході Франції.
До 1892 року назва компанії змінилась на Les Fils de Peugeot Frères. Компанія почала випускати машини з двигунами Daimler. Арман розраховував збільшити виробництво, але Ежен не хотів зобов'язувати компанію до необхідних інвестицій. Тож 2 квітня 1896 року Арман створив власну компанію Société Anonyme des Automobiles Peugeot. Він побудував фабрику для виробництва автомобілів з двигуном внутрішнього згоряння в місті Оденкур.
У лютому 1910 року, не маючи спадкоємця чоловічої статі, він погодився об'єднати свою компанію з Еженом. Коли в 1913 році він відмовився від управління компанією, Peugeot був найбільшим виробником автомобілів у Франції, випускаючи 10000 автомобілів на рік.